# مهدي باشازاده
مهدي باشازاده مواليد 27 ديسمبر 1973 في طهران، هو لاعب كرة قدم إيراني دولي سابق كان يلعب كمدافع. اعتزل اللعب عام 2007 مع أدميرا فاكر مودلينغ. سبق له أن لعب في كأس العالم لكرة القدم مع منتخب بلاده. بدأ مسيرته الرياضية عام 1992 مع نادي استقلال طهران.

## المسيرة الاحترافية

### أندية لعب لها
- نادي استقلال طهران
- باير 04 ليفركوزن
- رابيد فيينا
- شتورم غراتس
- أدميرا فاكر مودلينغ

## روابط خارجية
- مهدي باشازاده على موقع الاتحاد الدولي (مؤرشف)  (الإنجليزية)
- مهدي باشازاده على موقع قاعدة بيانات كرة القدم.إي يو (الإنجليزية)
- مهدي باشازاده على موقع ناشيونال فوتبول تيمز (الإنجليزية)
- مهدي باشازاده على موقع عالم كرة القدم.نت (الإنجليزية)